# Bryoxiphium mexicanum
Bryoxiphium mexicanum är en bladmossart som beskrevs av Bescherelle 1892. Bryoxiphium mexicanum ingår i släktet Bryoxiphium och familjen Bryoxiphiaceae. Inga underarter finns listade i Catalogue of Life.